# Sweet Baby Inc.
Sweet Baby Inc. là một studio phát triển và tư vấn nội dung có trụ sở tại Montreal, Canada. Công ty được thành lập bởi những cựu nhân viên của Ubisoft, bao gồm biên kịch Kim Belair và quản lý sản phẩm David Bédard. 
Là một công ty chuyên tư vấn về nội dung cốt truyện của trò chơi điện tử trong quá trình dự án đang được phát triển nhằm thúc đẩy sự đa dạng, công bằng và hòa nhập vào trong nội dung của trò chơi cũng như văn hóa của các studio phát triển ra chúng. Sweet Baby đã hợp tác tư vấn với nhiều nhà phát triển và các tựa game, trong đó bao gồm Sable, God of War Ragnarök và Alan Wake 2. Vào năm 2023, studio này trở thành mục tiêu chỉ trích của một số người dùng trên mạng, cho rằng họ đang thúc đẩy tư tưởng của "chủ nghĩa woke cực đoan".

## Lịch sử
Sweet Baby Inc. được thành lập tại thành phố Montreal, Canada vào năm 2018 bởi hai cựu nhân viên của Ubisoft, bao gồm nhà biên kịch Kim Belair và giám đốc sản phẩm David Bédard. Belair đảm nhiệm chức vụ giám đốc điều hành trong công ty, còn Bédard giữ chức giám đốc vận hành. Kim Belair cho biết cô thành lập công ty với mục tiêu thúc đẩy sự tiến bộ, đa dạng và công bằng đối với phụ nữ và các nhóm người yếu thế trong ngành công nghiệp trò chơi điện tử.
Công ty chuyên tư vấn về nội dung cũng như lối kể chuyện trong quá trình phát triển trò chơi, đồng thời thúc đẩy sự đa dạng về giới tính và sắc tộc trong các nhóm phát triển, bao gồm việc đảm bảo trả lương công bằng và đồng nhất, cung cấp các khóa đào tạo phù hợp, cũng như ghi nhận đầy đủ công lao đóng góp. Mục tiêu mà Sweet Baby đề ra là bảo đảm rằng các nhân vật thuộc những nhóm nhân khẩu học khác nhau không chỉ được đưa vào trò chơi một cách hình thức, mà phải được xây dựng một cách có chiều sâu, thể hiện tôn trọng, phù hợp với bối cảnh tổng thể và gắn liền với những kịch bản có chiều sâu tổng thể. Để hiện thực hóa điều đó, Sweet Baby tổ chức các buổi tư vấn dành cho đội ngũ phát triển với sự tham gia của các đại diện đến từ nhiều nền văn hóa và sắc tộc khác nhau, đặc biệt khi có sự hiện diện của những nền văn hóa hay chủng tộc đó được xây dựng trong những sản phẩm của họ. Công ty cũng đóng vai trò kết nối giữa các nhà phát triển và các studio khi có nhu cầu tuyển dụng. Mặc dù họ có thể tham gia tư vấn ở bất kỳ giai đoạn nào trong quá trình phát triển của một sản phẩm, nhưng Belair nhận thấy rằng việc đồng hành từ sớm sẽ giúp tăng hiệu quả, tránh lãng phí công sức vào việc sửa đổi những phần việc đã hoàn thành.

## Danh sách trò chơi điện tử
| Năm  | Trò chơi                               | Nhà phát triển            | Vai trò                                                   | Ct.           |
| ---- | -------------------------------------- | ------------------------- | --------------------------------------------------------- | ------------- |
| 2019 | Neo Cab                                | Chance Agency             | Writing                                                   | [ 9 ]         |
| 2020 | Dota Underlords                        | Valve                     | Scriptwriting                                             | [ 10 ]        |
| 2020 | Assassin's Creed Valhalla              | Ubisoft Montreal          | Scriptwriting                                             | [ 11 ] [ 9 ]  |
| 2021 | Dungeons & Dragons: Dark Alliance      | Tuque Games               | Scriptwriting                                             | [ 12 ]        |
| 2021 | Space Tow Truck                        | Eric Laflamme             | Writing and narrative design                              | [ 13 ]        |
| 2021 | Sable                                  | Shedworks                 | Writing and characters                                    | [ 2 ] [ 14 ]  |
| 2022 | Lost Your Marbles                      | Sweet Baby Inc.           | Full development                                          | [ 15 ] [ 14 ] |
| 2022 | Gotham Knights                         | WB Games Montréal         | Scriptwriting                                             | [ 16 ]        |
| 2022 | God of War Ragnarök                    | Santa Monica Studio       | Narrative and character consultation                      | [ 3 ] [ 14 ]  |
| 2023 | Recommendation Dog                     | Sweet Baby Inc.           | Full development                                          | [ 15 ]        |
| 2023 | Reel Steal                             | Sweet Baby Inc.           | Full development                                          | [ 15 ]        |
| 2023 | Shadow Gambit: The Cursed Crew         | Mimimi Games              | Sensitivity reading                                       | [ 17 ]        |
| 2023 | Goodbye Volcano High                   | KO_OP                     | Narrative direction, design, writing, sensitivity reading | [ 18 ] [ 14 ] |
| 2023 | Quantum Phantom Basketball             | Brenda Arts               | Writing and production                                    | [ 19 ]        |
| 2023 | The Crew Motorfest                     | Ubisoft Ivory Tower       | Proofreading, additional writing                          | [ 11 ] [ 14 ] |
| 2023 | Kingdom Eighties                       | Fury Studios              | Additional writing                                        | [ 20 ]        |
| 2023 | Marvel's Spider-Man 2                  | Insomniac Games           | Story consultation                                        | [ 2 ] [ 14 ]  |
| 2023 | Alan Wake 2                            | Remedy Entertainment      | Characters, sensitivity reading                           | [ 3 ] [ 14 ]  |
| 2024 | Suicide Squad: Kill the Justice League | Rocksteady Studios        | Scriptwriting (audio logs, non-player characters)         | [ 2 ] [ 14 ]  |
| 2024 | Tales of Kenzera: Zau                  | Surgent Studios           | Narrative                                                 | [ 19 ]        |
| 2024 | Capes                                  | Spitfire Interactive      | Character consultation                                    | [ 14 ]        |
| 2024 | Flintlock: The Siege of Dawn           | A44 Games                 | Writing and characters                                    | [ 21 ]        |
| 2024 | Battle Shapers                         | Metric Empire             | Narrative direction, design, writing, world               | [ 14 ]        |
| 2025 | Afterlove EP                           | Pikselnesia               | Narrative design and writing                              | [ 22 ] [ 23 ] |
| 2025 | South of Midnight                      | Compulsion Games          | Story development, cultural and character consultation    | [ 14 ] [ 24 ] |
| 2025 | Usual June                             | Finji                     | Narrative and characters                                  | [ 14 ] [ 25 ] |
| TBA  | Breeze in the Clouds                   | Stormy Nights Interactive | Narrative design and consultation                         | [ 26 ]        |
| TBA  | Contraband                             | Avalanche Studios         | Sensitivity reading, scriptwriting                        | [ 26 ]        |
| TBA  | Hyper Light Breaker                    | Heart Machine             | Story structure and character development                 | [ 26 ] [ 27 ] |
| TBA  | Marvel's Wolverine                     | Insomniac Games           | Story consultation                                        | [ 2 ]         |